# Avocat au Maroc
Pour les autres articles nationaux ou selon les autres juridictions, voir Avocat (métier).
Au Maroc, l'avocat est un auxiliaire de justice chargé entre autres de représenter les parties à un procès et de plaider pour elles.
Cette profession est régie par la loi no 1-93-162 du 10 septembre 1993 organisant la profession d'avocat.

## Rôle des avocats
L'activité professionnelle des avocats se divise en deux domaines : les activités pour lesquelles les avocats ont un monopole, et celles qu'ils peuvent exercer concurremment avec d'autres professions.
L'avocat a notamment pour fonction de défendre les droits des justiciables devant les juridictions, ou toutes instances disciplinaires en assistant et représentant ses clients. Il dispose du monopole de la plaidoirie et de la postulation, même si ce monopole connaît des exceptions.
En effet, devant le juge de proximité, la représentation par un avocat n'est pas obligatoire.
L'avocat a également des tâches qu'il partage avec d'autres professions juridiques, de délivrer des avis ou des consultations, de rédiger des contrats, actes ou transactions sous seing privé. Il peut aussi représenter les tiers et les assister devant toutes les administrations publiques .

## Accès à la profession
L'article 5 du dahir de 1993 pose les conditions que doit remplir le candidat à la profession d'avocat.
Celui-ci doit être de nationalité marocaine ou ressortissant d'un état lié au royaume par une convention reconnaissant aux nationaux des deux états le droit d'exercer la profession d'avocat dans l'autre.
Le candidat doit être majeur et jouir de ses droits civiques et civils et être titulaire de la licence en droit délivrée par une faculté marocaine de droit ou d'un diplôme équivalent d'une faculté étrangère de droit.
Le postulant doit être par ailleurs titulaire du certificat d'aptitude à  l'exercice de la profession d'avocat (C.A.P.A) depuis moins de deux ans, il ne doit pas avoir été condamné à  une peine judiciaire, disciplinaire ou administrative pour faits contraires à  l'honneur, à la probité ou aux bonnes mœurs. Les simples poursuites non suivies par une condamnation disciplinaire, administrative ou judiciaire ne peuvent constituer une cause de refus d'inscription (Cour suprême, 6 février 1989, arrêt 336, dossier 2404/83, Kadaa Al Majliss Al Aala, n° 42/43, 1989, p.77).
le candidat doit n'avoir pas été déclaré en état de faillite sauf s'il a fait l'objet d'une réhabilitation, être en position régulière à  l'égard du service militaire et du service civil (ce dernier n'existe plus) et avoir rempli tout engagement valablement contracté avec une administration ou un établissement public pour y servir pendant une durée déterminée ;
Il doit être en mesure d'exercer effectivement la profession avec toutes ses charges. Dans ce sens, la Cour suprême, dans un arrêt en date du 6 février 1981 a décidé que : « peut être avocat la personne atteinte de cécité » et « qu'il n'y a aucun texte qui impose à  l'avocat de consulter personnellement les documents d'un dossier ou lui interdit de recourir à  autrui pour l'assister dans les audiences. La violation du secret professionnel n'est punie que lorsqu'il est prouvé qu'elle a eu lieu» (Les arrêts de la Cour Suprême, civil, 1966-1982, p.679).
Le postulant ne doit pas dépasser quarante ans sauf s'il est dispensé du C.A.P.A et du stage. Le but du législateur est de limiter l'accès à  la profession d'avocat à  ceux qui ont moins de 40 ans afin d'empêcher qu'elle ne soit immergée par des retraités venus du secteur public, semi-public ou privé.

### Stage
L'accès à la profession suppose la réussite à un examen organisé par la direction des affaires civiles du ministère de la justice et de passer un stage pour une durée de 3 ans chez un avocat.

## Organisation et représentation de la profession
Selon la loi marocaine organisant l'exercice de la profession d'avocat, la loi n° 28-08 est le texte législatif qui édicte l'ensemble des règles relatives à l'organisation de la profession d'avocat. Elle qualifie cette profession de libérale et indépendante, et donne aux avocats le statut de partie de la famille judiciaire. Cette loi a abrogé la loi n° 1-93-162 telle qu'elle a été amendée par la loi n° 1-96-117.